# 마호메트쥐
마호메트쥐(Mus mahomet)는 쥐과 생쥐속에 속하는 설치류의 일종이다. 에티오피아와 케냐, 우간다에서 발견된다. 자연 서식지는 사바나 지역과 아열대 또는 열대 기후 지역의 습윤 저산대 숲과 고지대 관목 지대이다. 서식지 감소로 위협을 받고 있다. 종소명과 일반명은 1896년 사무엘 로즈(Samuel N. Rhoads)가 스미스(A. Donaldson Smith)가 표본을 수집했던 에티오피아 마호메트(Sheikh Mahomet)의 지명을 따서 명명했다.